# A Portela da Aira Vella
A Portela de Aira Vella o A Portela da Aira Vella es un lugar situado en la parroquia de Santo Estevo de Allariz, del concello de Allariz, en la provincia de Orense, Galicia, España.